# Măldăeni
Măldăeni è un comune della Romania di 4 607 abitanti, ubicato nel distretto di Teleorman, nella regione storica della Muntenia.
Măldăeni si trova nelle vicinanze del municipio di Roșiorii de Vede ed è attraversato dalla strada europea E70.